# (37573) Enricocaruso
(37573) Enricocaruso est un astéroïde de la ceinture principale.

## Description
(37573) Enricocaruso est un astéroïde de la ceinture principale. Il fut découvert par Freimut Börngen le 23 octobre 1989 à Tautenburg. Il présente une orbite caractérisée par un demi-grand axe de 2,37 UA, une excentricité de 0,2 et une inclinaison de 3,16° par rapport à l'écliptique.
Il fut nommé en hommage à Enrico Caruso (1873-1921), immense ténor italien, 18e d'une famille de 20 enfants.

## Compléments